# Peter Logghe
Peter Logghe  (Torhout, 20 maart 1959) is een Belgisch Vlaams-nationalistisch politicus van het Vlaams Belang.

## Levensloop
Hij studeerde af als licentiaat in de rechten aan de Rijksuniversiteit van Gent en na zijn studies ging hij aan de slag als productie-inspecteur voor verschillende verzekeringsmaatschappijen. Ook werd hij juridisch adviseur bij Kredietbank en later bij de KBC Groep. Ook is hij redacteur en hoofdredacteur geweest van het conservatieve en politiek-culturele tijdschrift TeKoS.
Als student werd Logghe bestuurslid van de Nationalistische Studentenvereniging, waar hij ook praeses is geweest. Kort na de oprichting van het Vlaams Blok werd hij lid van de partij. Toen Vlaams Blok in 2004 veranderde in Vlaams Belang, sloot Logghe zich ook aan bij deze partij en werd in 2005 de secretaris van de Vlaams Belang-afdeling van Roeselare. In Roeselare was hij ook de secretaris van de plaatselijke VVB-afdeling en Logghe was ook de secretaris van de Algemene Raad van de nationale VVB.
Voor het Vlaams Belang werd Logghe bij de federale verkiezingen van 2007 verkozen tot lid van de Kamer van volksvertegenwoordigers. In 2010 werd hij herkozen. Bij de verkiezingen van 2014 leidde Vlaams Belang een grote nederlaag en werd Logghe bijgevolg niet herkozen.
Van januari 2007 tot oktober 2014 was hij tevens gemeenteraadslid van Roeselare.